# Cole Harbour 30
Cole Harbour 30 är ett reservat i Kanada.   Det ligger i provinsen Nova Scotia, i den sydöstra delen av landet, 1 000 km öster om huvudstaden Ottawa. Cole Harbour 30 ligger vid sjöarna  Bissett Lake och Morris Lake.
Runt Cole Harbour 30 är det i huvudsak tätbebyggt. Runt Cole Harbour 30 är det ganska tätbefolkat, med 214 invånare per kvadratkilometer.